# Alindao
Alindao – miasto w Republice Środkowoafrykańskiej (prefektura Basse-Kotto). Według danych szacunkowych na rok 2008 liczy 14 411 mieszkańców. Miasto jest ośrodkiem administracyjnym podprefektury Alindao, jak również katolickiej diecezji Alindao. W mieście znajduje się lotnisko.